# رخويات أرضية

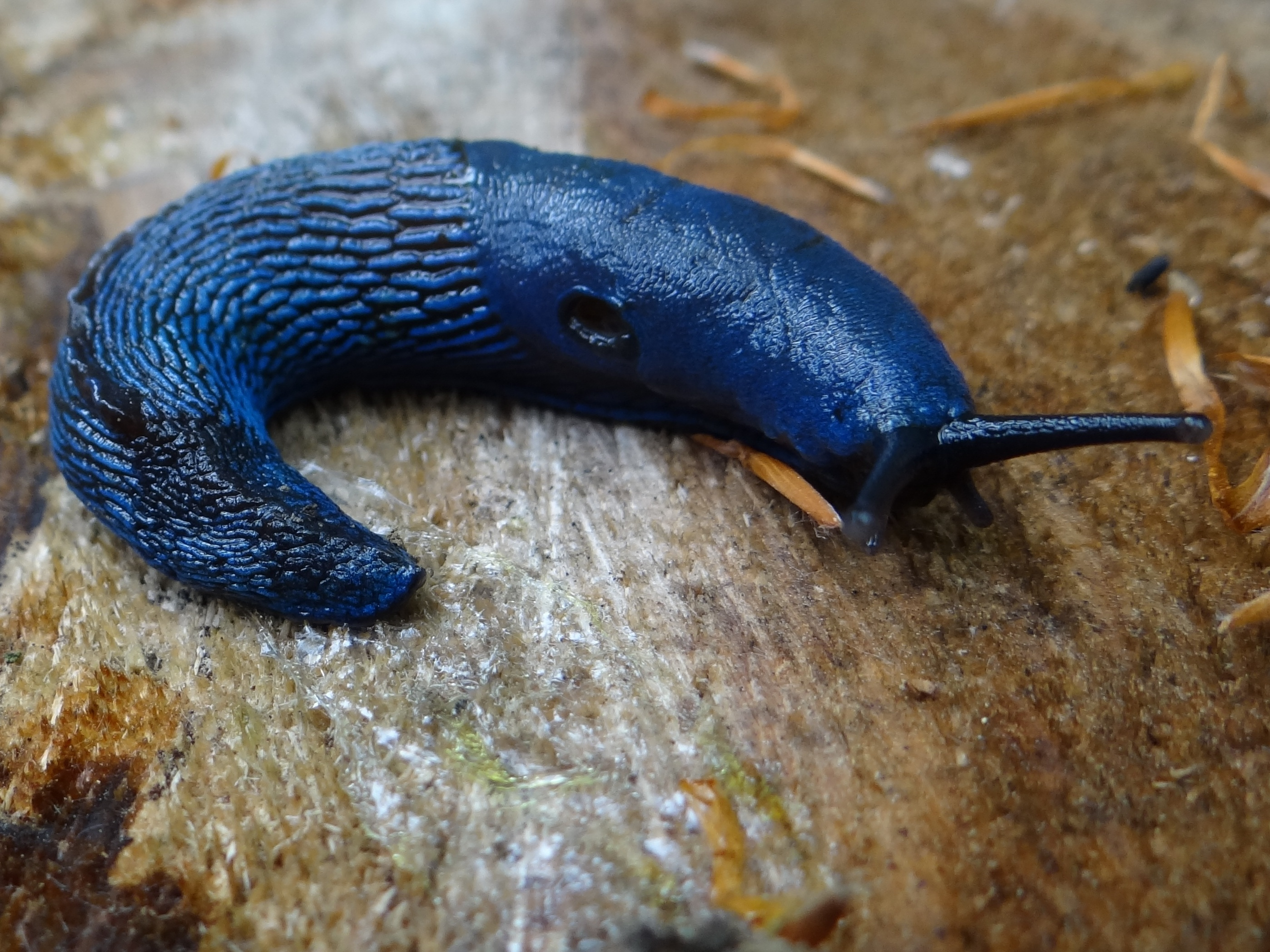
بزاق أرضي

الرخويات الأرضية  هي في علم البيئة مجموعة تتضمن كافة الرخويات التي تعيش على الأرض وعلى النقيض الرخويات التي تعيش في المياه العذبة والرخويات البحرية.